# انیس بیتیقی
انیس بیتیقی (انگلیسی: Enis Bytyqi؛ زادهٔ ۱۸ فوریهٔ ۱۹۹۷) بازیکن فوتبال اهل صربستان و مونته‌نگرو است.
از باشگاه‌هایی که در آن بازی کرده‌است می‌توان به باشگاه ورزشی وردر برمن اشاره کرد.
وی همچنین در تیم‌های ملی فوتبال جوانان آلمان و زیر ۲۱ سال کوزوو بازی کرده‌است.